# 白俄罗斯工人共产党
白俄罗斯工人共产党（缩写为BKPT）是白俄罗斯的一个共产主义政党。该党成立于2009年，其创始成员来自于白俄罗斯共产党人党和白俄罗斯共产党。白俄罗斯最高法院和司法部曾5次拒绝该党的注册请求。该党的第一书记是Ivan Akinchits。该党是世界反帝国主义纲领的成员。该党曾派代表参加国际共产主义研讨会。2013年12月1日时，该党有1500名成员。